# Kadjinolle Kadianka
Pour les articles homonymes, voir Kadjinolle.
Kadjinolle Kadianka est un village du Sénégal situé en Basse-Casamance. Il fait partie de la communauté rurale de Mlomp, dans l'arrondissement de Loudia Ouoloff, le département d'Oussouye et la région de Ziguinchor.
Lors du dernier recensement (2002), le village comptait 441 habitants et 61 ménages.